# Chris Bowles
Christopher „Chris” Bowles (ur. 19 września 1957) – brytyjski judoka. Olimpijczyk z Moskwy 1980, gdzie zajął dwunaste miejsce w wadze półśredniej.
Uczestnik mistrzostw świata w 1979, 1981 i 1983. Wicemistrz Europy w 1980 roku. 

## Letnie Igrzyska Olimpijskie 1980
| Konkurencja | Eliminacje            | Eliminacje                   | Klas. końcowa |
| Konkurencja | Przeciwnik I          | Przeciwnik II                | Miejsce       |
| ----------- | --------------------- | ---------------------------- | ------------- |
| 78 kg       | Philippe Simo (CMR) Z | Bernard Tchoullouyan (FRA) P | 11.           |